# Vénétie (région historique)
Cet article concerne la région historique. Pour la région administrative, voir Vénétie. Pour les autres significations, voir Vénétie (homonymie).
Cet article concerne la région historique de Vénétie, désignée par le terme « Venezia » en italien. Pour la ville désignée par le même toponyme dans cette langue, voir Venise.
La Vénétie (en italien : Veneto, est une région historique située dans le nord-est de l'Italie, s'étendant à peu près sur les actuelles régions administratives de Vénétie et Frioul-Vénétie Julienne. Correspondant au lieu d'établissement des antiques populations vénètes, elle désigne par la suite les différentes entités administrées par Venise, notamment la république de Venise de 697 à 1797.

## Histoire et usage du toponyme

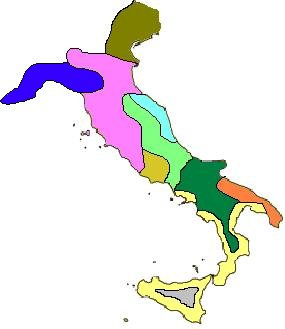
Les Peuples de l'Italie antique:
Vénètes

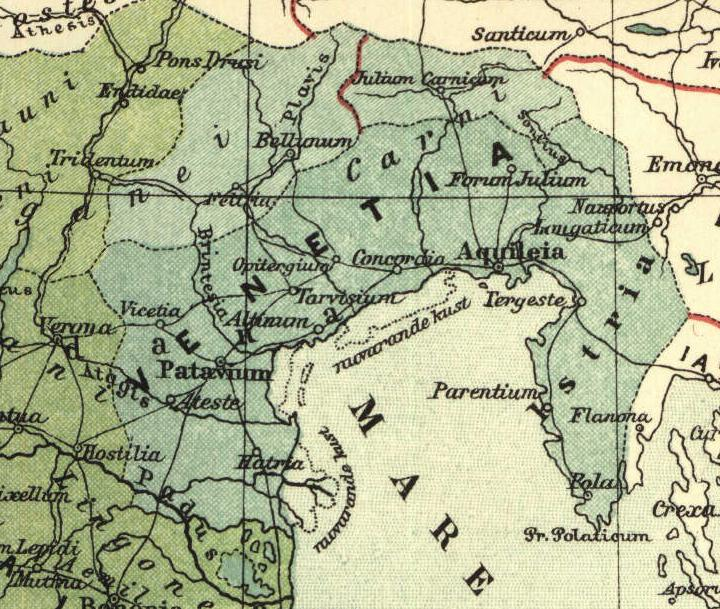
La Regio X Venetia et Histria au Ier siècle.

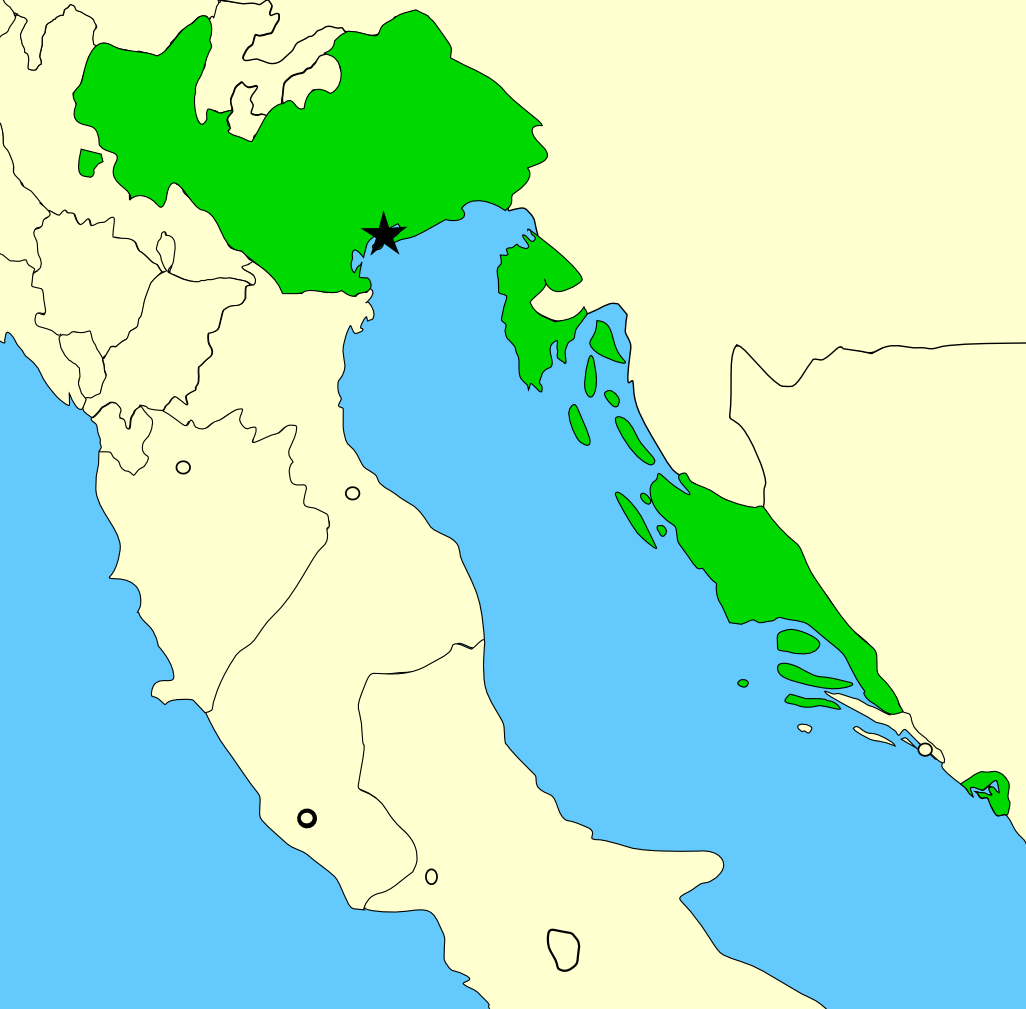
La République de Venise en 1796.

- Vénètes

### Origine du nom
Le toponyme Vénétie ou Venezia « en italien (et ses variantes : Venédia-Venétia-Venésia-Venéxia-Vinegia) était utilisé initialement pour indiquer toute la terre des Vénètes antiques, correspondant approximativement aux actuels Vénétie et Frioul. L'ethnie des Vénètes est représentée par diverses populations antiques (comparaissant également en Asie mineure, en Illyrie, en Bretagne et dans la région de Rome, le Latium). En regard à son origine, plusieurs hypothèses existent, celle la plus crédible est la racine wen, qui signifie désirer, ainsi les Vénètes serait les bien aimés.

### Venise romaine
Entre les IIIe et IIe siècles, les Vénètes s'assemblent et s’assimilent aux Romains. Une légende rapporte une ascendance troyenne commune pour les deux populations.
Déjà à l'époque républicaine de la province de la Gaule cisalpine, dans la subdivision administrative d’Auguste de l'Italie du VIIe siècle, la Venetia constituait, avec l’Histria, la Regio X Venetia et Histria.
Avec la Tétrarchie de Dioclétien, la province est encadrée dans le diocèse italien de la Préfecture du prétoire de Illyrie, Italie et Afrique. À la mort de Théodose et la division de l'Empire romain, elle devient une partie de l'Empire romain d'Occident et est incorporée à la préfecture du prétoire d’Italie et d’Afrique, et partie du diocèse de l'Italie Annonaria.

### Venise byzantine
Après le déclin de l'Empire romain d'Occident et les invasions barbares du Ve siècle, la Vénétie passe en 554 sous la domination de l'Empire byzantin et fait partie de l' Exarchat de Ravenne.
L'invasion des Lombards, débutée en 568, provoque une scission entre la zone côtière, la Venise maritime restée sous le contrôle byzantin, et l’entre terre de la Vénétie euganéenne, tombée entre les mains lombardes. En 580, la Vénétie maritime est incluse par Tibère II Constantin dans l'éparchie Annonaria. En 584, l'empereur byzantin Maurice Ier, constituant l'exarchat de Ravenne, l’appelle par le nom grec antique de Venetikà (Βενετικὰ).

### Venise ducale
En 697, les Byzantins transforment la région Venise maritime en Duché de Venise, lequel, avec le déclin du pouvoir impérial devient indépendant et dirigé par un souverain avec le titre de Doge, seul sujet formel de l’empereur de Constantinople.
En 812, la capitale du duché est établie dans la lagune de Venise cité de Rivoalto, qui, avec le déclin des autres centres urbains de la région côtière, concentre sur lui les ressources du territoire environnant, jusqu’à se transformer en une cité-État sous le nom de Venise.
Au cours des siècles successifs la république de Venise étend son contrôle sur la Vénétie euganéenne. La nécessité de distinguer la ville, l’état et la région géographique, poussa à prévaloir pour cette dernière l'appelation Vénétie (Veneto). Avec la chute de la république de Venise en 1797, et la domination de l'empire d'Autriche, l'antique territoire est incorporé à la Lombardie pour créer le vice-royaume lombardo-vénitien.

### Les Venises

Le Triveneto (« Trivénétie ») ou les Tre Venezie (« Trois Vénéties »).

Dans la seconde moitié du XIXe siècle, l’antique région géographique nommée Triveneto (Tre Venezie) est composé de :
- Vénétie euganéenne, correspondant à la région de plaines et collines des actuels Vénétie et Frioul ;
- Trentin-Haut-Adige, correspondant à la région du Trentin ;
- Vénétie julienne, correspondant aux régions de l'Istrie péninsulaire, du Carso et de la zone du littoral entre Trieste et l'Isonzo.

Ainsi que des territoires irrédentistes, dont le nouveau royaume d'Italie,  encore sous la juridiction de l'Autriche-Hongrie.
Le rattachement des Vénétie à l'Italie s'achève en 1918, à la fin de la Première Guerre mondiale.

## Usage actuel du toponyme
Le toponyme Venise se réfère désormais à la cité lagunaire et à la province de Venise, qui en est le chef-lieu et dont les confins géographiques sont grosso modo ceux de l’antique territoire métropolitain du Duché et apparaît également dans le nom de la région Frioul-Vénétie Julienne.
Selon les partisans du Venetismo, la dite Venezia ou plus communément indiquée comme Venetia, correspondrait en plus des zones méridionales du Trentin et les côtes de l'Istrie et de la Dalmatie aux territoires de la région de la Vénétie, à la Lombardie orientale (province de Brescia et une partie des provinces de Bergame, Mantoue et Crémone), au Frioul-Vénétie Julienne.

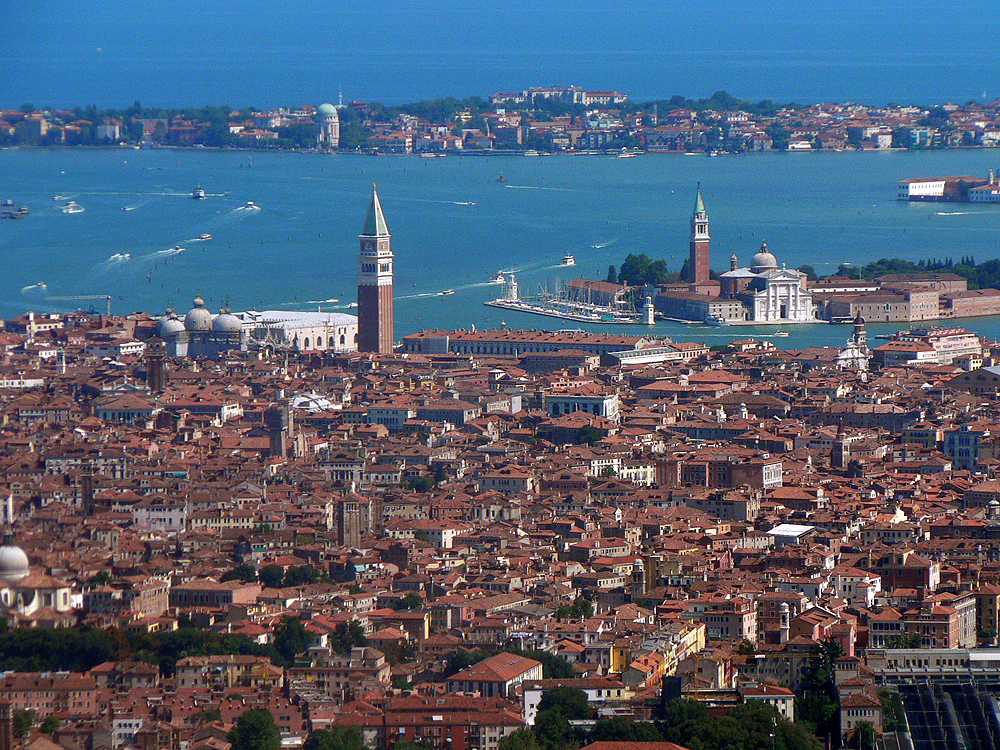
Vue aérienne de Venise.
L'actuelle Province de Venise.
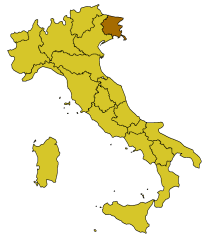
L'actuelle région Frioul-Vénétie Julienne.